# Česká národní fotbalová liga 1978/1979
V soubojích 10. ročníku České národní fotbalové ligy 1978/79 se utkalo 16 týmů po dvou skupinách dvoukolovým systémem podzim - jaro.

## Skupina A
Zdroj: 
| Poř. | Tým                                 | Z  | V  | R | P  | VG | OG | B  |
| ---- | ----------------------------------- | -- | -- | - | -- | -- | -- | -- |
| 1.   | TJ Rudá hvězda Cheb                 | 30 | 21 | 4 | 5  | 63 | 29 | 46 |
| 2.   | TJ Baník UD Příbram                 | 30 | 16 | 9 | 5  | 52 | 27 | 41 |
| 3.   | TJ LIAZ Jablonec nad Nisou          | 30 | 15 | 8 | 7  | 52 | 32 | 38 |
| 4.   | TJ Spartak Armaturka Ústí nad Labem | 30 | 13 | 8 | 9  | 41 | 33 | 34 |
| 5.   | TJ Kolín                            | 30 | 13 | 5 | 12 | 46 | 39 | 31 |
| 6.   | TJ Slovan Liberec                   | 30 | 11 | 8 | 11 | 38 | 38 | 30 |
| 7.   | TJ Poldi SONP Kladno                | 30 | 10 | 9 | 11 | 39 | 39 | 29 |
| 8.   | TJ DP Xaverov                       | 30 | 11 | 6 | 13 | 46 | 50 | 28 |
| 9.   | TJ VTŽ Chomutov                     | 30 | 12 | 4 | 14 | 30 | 36 | 28 |
| 10.  | TJ ČKZ Rakovník                     | 30 | 12 | 4 | 14 | 44 | 59 | 28 |
| 11.  | TJ Kovostroj Děčín                  | 30 | 10 | 7 | 13 | 40 | 54 | 27 |
| 12.  | VTJ Žatec                           | 30 | 11 | 5 | 14 | 30 | 44 | 27 |
| 13.  | VTJ Tachov                          | 30 | 11 | 4 | 15 | 44 | 49 | 26 |
| 14.  | TJ Auto Škoda Mladá Boleslav        | 30 | 9  | 7 | 14 | 43 | 47 | 25 |
| 15.  | TJ Viktoria Žižkov                  | 30 | 10 | 4 | 16 | 31 | 34 | 24 |
| 16.  | TJ Spolana Neratovice               | 30 | 7  | 4 | 19 | 37 | 66 | 16 |

Poznámky:
- Z = Odehrané zápasy; V = Vítězství; R = Remízy; P = Prohry; VG = Vstřelené góly; OG = Obdržené góly; B = Body

|  | Postup do baráže o 1. československá fotbalová liga 1979/1980 |
|  | Sestup do Divize A 1979/1980                                  |
|  | Sestup do Divize B 1979/1980                                  |

## Skupina B
Zdroj: 
| Poř. | Tým                           | Z  | V  | R  | P  | VG | OG | B  |
| ---- | ----------------------------- | -- | -- | -- | -- | -- | -- | -- |
| 1.   | TJ VP Frýdek-Místek           | 30 | 16 | 10 | 4  | 53 | 24 | 42 |
| 2.   | TJ TŽ Třinec                  | 30 | 16 | 6  | 8  | 46 | 24 | 38 |
| 3.   | TJ Sigma ZTS Olomouc          | 30 | 14 | 7  | 9  | 50 | 37 | 35 |
| 4.   | TJ Vítkovice                  | 30 | 12 | 6  | 12 | 42 | 32 | 30 |
| 5.   | TJ VOKD Poruba                | 30 | 11 | 8  | 11 | 27 | 27 | 30 |
| 6.   | TJ ŽD Bohumín                 | 30 | 12 | 6  | 12 | 42 | 43 | 30 |
| 7.   | VTJ Tábor                     | 30 | 10 | 10 | 10 | 33 | 35 | 30 |
| 8.   | TJ Slezan Frýdek-Místek       | 30 | 11 | 8  | 11 | 37 | 40 | 30 |
| 9.   | TJ KPS Brno                   | 30 | 9  | 11 | 10 | 19 | 24 | 29 |
| 10.  | TJ ČSAD Benešov               | 30 | 11 | 7  | 12 | 34 | 41 | 29 |
| 11.  | TJ Dynamo České Budějovice    | 30 | 10 | 8  | 12 | 33 | 34 | 28 |
| 12.  | TJ Spartak ZVÚ Hradec Králové | 30 | 10 | 8  | 12 | 35 | 44 | 28 |
| 13.  | TJ Ostroj Opava               | 30 | 10 | 8  | 12 | 23 | 35 | 28 |
| 14.  | TJ Gottwaldov                 | 30 | 10 | 7  | 13 | 30 | 36 | 27 |
| 15.  | TJ Baník Havířov              | 30 | 8  | 7  | 15 | 25 | 31 | 23 |
| 16.  | TJ Zbrojovka Vsetín           | 30 | 8  | 7  | 15 | 25 | 47 | 23 |

Poznámky:
- Z = Odehrané zápasy; V = Vítězství; R = Remízy; P = Prohry; VG = Vstřelené góly; OG = Obdržené góly; B = Body

|  | Postup do baráže o 1. československá fotbalová liga 1979/1980 |
|  | Sestup do Divize D 1979/1980                                  |

## Soupisky mužstev

### TJ Ostroj Opava
Jiří Balcar (-/0/-),
Jiří Berousek (-/0/-),
Josef Kružberský (-/0/-) –
Miroslav Beinhauer (-/0),
Ladislav Derych (-/0),
Josef Hellebrand (-/0),
Jiří Knopp (-/2),
Zdeněk Knopp (-/0),
Josef Kocur (-/0),
František Metelka (-/2),
Petr Ondrášek (-/0),
Jindřich Pardy (-/5),
Emil Peterek (-/1),
Václav Poledník (-/4),
Jiří Pospěch (-/0),
Jaroslav Rovňan (-/0),
Petr Skoumal (-/7),
Dušan Škrobánek (-/0),
Jiří Tomeček (-/0),
Josef Wolf (-/0) –
trenér Květoslav Stříž (1.–15. kolo), Milan Pouba (16.–30. kolo), asistent Vilém Hrbáč, vedoucí mužstva Vilém Chalupa

## Baráž o postup do I.ligy
TJ Rudá hvězda Cheb - TJ VP Frýdek-Místek 3:0 (3:0), hráno v sobotu 23. června 1979 v Chebu.

TJ VP Frýdek-Místek - TJ Rudá hvězda Cheb 1:0 (1:0), hráno ve středu 27. června 1979 ve Frýdku-Místku.
Do I. ligy postoupil tým TJ Rudá hvězda Cheb